# Акокана
«Акокана» (фр. Akokana) — нигерский футбольный клуб из города Арлит. Выступает в чемпионате Нигера. Команда играет на местном городском стадионе, вмещающем 7 тысяч зрителей. Клубным цветом команды является красный.

## История
Футбольная команда «Акокана» основана в 1984 году в городе Арлит.
Лучшим достижением в чемпионате Нигера является второе место в сезоне 2011/12. Единственный раз в Кубке Нигера команда побеждала в 2001 году, когда в серии пенальти была сильнее «Джангорзо».
На международном уровне нигерская команда дебютировала в 2002 году в рамках Кубка обладателей кубков КАФ, где уступила в предварительном раунде чадскому клубу «Газель» с общим счётом 1:3.
В сезоне 2018/19 «Акокана» заняла последнее место и вылетела в низший дивизион. Вернуться в высший дивизион страны команде удалось в сезоне 2020/21, когда «Акокана» заняла первое место во втором дивизионе.
В составе клуба неоднократно играли футболисты национальной сборной Нигера. В частности цвета «Акоканы» защищали Камилу Дауда, Амаду Мутари и Исса Сидибе.

## Достижения
- Победитель Кубка Нигера: 2001

## Последние результаты
| Сезон   | Див. | Место | Кубок       |         | Сезон | Див.    | Место       | Кубок |
| ------- | ---- | ----- | ----------- | ------- | ----- | ------- | ----------- | ----- |
| 2010/11 | I    | 6     |             | 2018/19 | I     | 14      | 1/16 финала |       |
| 2011/12 | I    | 2     | 1/8 финала  | 2019/20 | II    | отменён | 1/4 финала  |       |
| 2012/13 | I    | 11    | Финалист    | 2020/21 | II    | 1       | 1/4 финала  |       |
| 2013/14 | I    | 3     | 1/4 финала  | 2021/22 | I     | 11      | 1/2 финала  |       |
| 2014/15 | I    | 7     | 1/16 финала | 2022/23 | I     | 11      | 1/2 финала  |       |
| 2015/16 | I    | 6     | Финалист    | 2023/24 | I     | 17      | 1/16 финала |       |
| 2016/17 | I    | 12    | 1/4 финала  | 2024/25 | I     |         |             |       |
| 2017/18 | I    | 7     | 1/8 финала  | 2025/26 |       |         |             |       |

## Континентальный турнир
| Сезон | Турнир                       | Этап   | Соперник | Дома | Гости | Общий |
| ----- | ---------------------------- | ------ | -------- | ---- | ----- | ----- |
| 2002  | Кубок обладателей кубков КАФ | предв. | Газель   | 0-0  | 1-3   | 1-3   |